# Смаковер (Арканзас)
Смаковер (енгл. Smackover) град је у америчкој савезној држави Арканзас.

## Демографија
По попису из 2010. године број становника је 1.865, што је 140 (-7,0%) становника мање него 2000. године.
| Група             | 2000.         | 2010.         |
| Белци             | 1.451 (72,4%) | 1.325 (71,0%) |
| Афроамериканци    | 527 (26,3%)   | 467 (25,0%)   |
| Азијати           | 1 (0,0%)      | 1 (0,1%)      |
| Хиспаноамериканци | 5 (0,2%)      | 23 (1,2%)     |
| Укупно            | 2.005         | 1.865         |